# Резолюция Совета Безопасности ООН 39
Резолюция Совета Безопасности ООН № 39, принятая 20 января 1948, предложила свою помощь в мирном урегулировании Кашмирского конфликта путем создания комиссии из трех членов: один будет выбран Индией, один должен быть выбран Пакистаном и третий по выбору двух других членов комиссии. Комиссия должна была написать коллективное письмо Совету Безопасности о том, что курс действий будет способствовать миру в регионе.

## Функции комиссии
Комиссия должна была «расследовать факты» и «выполнять указания», данные Советом безопасности. Они расследовали для решения утверждения, сделанные в Индии в своем письме от 1 января 1948 года, в отношении ситуации в Джамму и Кашмире. Во-вторых, они должны были рассмотреть, когда «Совет безопасности так руководит». Другие вопросы-поднятые Пакистаном в его представлении от 15 января 1948 года. Пакистанские обвинения были широкими: что Индия пытается отменить раздел Индии, что она проводит кампанию «геноцида» против мусульман в Восточном Пенджабе, Дели и других районах, что она насильственно и незаконно оккупировала Джунагад, что она получила присоединение Джамму и Кашмира путем «мошенничества и насилия», что она угрожает Пакистану прямым военным нападением.

## Переговоры и последствия
Эта резолюция была выдвинута Бельгией в качестве Председателя Совета. На него в значительной степени повлияла специальная Британская делегация во главе с министром по делам Содружества Филиппом Ноэлем-Бейкером, направленная в ООН для рассмотрения спора о Кашмире.Резолюция была принята девятью голосами, при этом УССР и Советский Союз воздержались.
Британская делегация также пыталась убедить Индию принять беспристрастную администрацию в Кашмире под эгидой ООН. Администрацию должен был возглавить нейтральный председатель, а Кашмир должен был находиться под совместной военной оккупацией под командованием нейтрального Главнокомандующего, назначенного ООН. Соединенные Штаты не поддержали эти далеко идущие предложения.
Британская делегация предполагала, что комиссия ООН будет подчиняться Совету безопасности, в то время как реальная работа по выработке урегулирования будет вестись в Нью-Йорке. Поэтому, несмотря на неотложный характер ситуации, никаких шагов по созданию комиссии не предпринималось до тех пор, пока совет не принял резолюцию 47 в апреле 1948 года. Прошло ещё 11 недель, прежде чем комиссия смогла быть сформирована и приступить к работе на Индийском субконтиненте. Позднее дипломат ООН Йозеф Корбель высказал критику за задержку в формировании комиссии ООН. В зимние месяцы боевые действия сократились до небольших перестрелок, и, по его мнению, прибытие комиссии до того, как боевые действия активизировались в летние месяцы, могло иметь смягчающий эффект. Когда комиссия в конечном итоге приступила к работе, политическая и военная ситуация была совершенно иной, чем в январе-апреле 1948 года.